# Sijfert Hendrik Koorders
Sijfert Hendrik Koorders (Bandung, 1863 - Jacarta, 1919) foi um botânico neerlandês.

## Carreira
Koorders foi funcionário florestal, desde 1885 trabalhando no Serviço Florestal das Índias Orientais Neerlandesas, designado para a ilha de Java, Indonésia. Ele logo (1888) iniciou a investigação da flora na floresta de Java. Em setembro de 1892, foi trabalhar no Herbário de Bogor.
Em 1895, visitou muitos herbários europeus, para a compilação de uma flora das montanhas de Java. Em outubro de 1897 retornou para Java e desde 1898 trabalhou mais uma vez no Herbário de Bogor. Após ser indicado por Theodoric Valeton para ser o diretor do Herbário (1903), a seu pedido, ele foi substituído no Serviço Florestal.
Com uma licença para tratamento de saúde, viajou em 1906 para a Europa. Em 1910, estabeleceu-se novamente em Bogor para dar continuidade ao seu trabalho. Em 1912, fundou a Sociedade para a Preservação da Natureza nas Índias Orientais Neerlandesas.
Diversas plantas malaias foram nomeadas por ele.